# Afrikai ollóscsőrűmadár
Az afrikai ollóscsőrűmadár (Rynchops flavirostris) a madarak osztályának a lilealakúak (Charadriiformes) rendjéhez, ezen belül a sirályfélék (Laridae) családjába tartozó faj.

## Rendszerezése
A fajt Louis Pierre Vieillot francia ornitológus írta le 1816-ban, még mint Rhynchops [sic] flavirostris.

## Előfordulása
Afrikában, Angola, Benin, Bissau-Guinea, Botswana, Burkina Faso, Burundi, Csád, a Dél-afrikai Köztársaság, Dél-Szudán, Kamerun, a Közép-afrikai Köztársaság, Kongói Köztársaság, a Kongói Demokratikus Köztársaság, Elefántcsontpart, Egyiptom, Egyenlítői-Guinea, Eritrea, Etiópia, Gabon, Gambia, Ghána, Guinea, Izrael, Kenya, Libéria, Malawi, Mali, Mauritánia, Mozambik, Namíbia, Niger, Nigéria, Ruanda, Szenegál, Sierra Leone, Szomália, Szudán, Tanzánia, Togo, Uganda, Jemen, Zambia és Zimbabwe területén honos. 
A természetes élőhelye tengerpartok, sós lagúnák, édesvizű tavak, folyók, patakok és mocsarak. Vonuló faj.

## Megjelenése
Testhossza 36–42 centiméter, szárnyfesztávolsága 106 centiméter, testtömege 111–204 gramm.
|  |

## Szaporodása
Fészekalja 1-4 tojásból áll.

## Rokon fajok
A fajnak csupán két közeli rokona van: a karibi ollóscsőrű (Rynchops niger) és az indiai ollóscsőrű (Rynchops albicollis).